# Busschauffören som försvann
Busschauffören som försvann är en svensk kriminalroman av Göran Lundin, utgiven på Ordfront förlag 1983. Handlingen utspelar sig i busschaufförsmiljö. Romanen har starka dofter av Stockholms skärgård, vänstermiljöer och rökiga chaufförsrum. Utnämnd till årets bästa deckare av Dast-Magazine 1983.